# DNS over HTTPS
DNS over HTTPS(DoH)는 HTTPS 프로토콜을 통해 원격 DNS(도메인 네임 시스템) 확인을 수행하기 위한 프로토콜이다. 이 방법의 목표는 DoH 클라이언트와 DoH 기반 DNS 확인자 간의 데이터를 암호화하는 HTTPS 프로토콜을 사용하여 중간자 공격에 의한 DNS 데이터의 도청 및 조작을 방지함으로써 사용자 개인 정보 보호 및 보안을 강화하는 것이다. 2018년 3월까지 구글과 모질라 재단은 HTTPS를 통한 DNS 버전 테스트를 시작했다. 2020년 2월, 파이어폭스는 미국 내 사용자를 위해 기본적으로 HTTPS를 통한 DNS로 전환했다. 2020년 5월, 구글 크롬은 기본적으로 HTTPS를 통해 DNS로 전환했다.
DoH의 대안은 DNS 쿼리를 암호화하는 유사한 표준인 DoT(DNS over TLS) 프로토콜로, 암호화 및 전달에 사용되는 방법만 다르다. 개인정보 보호와 보안을 기준으로 어느 프로토콜이 더 우수한지 여부는 논쟁의 여지가 있는 문제이다. 다른 사람들은 둘 중 하나의 장점이 특정 사용 사례에 따라 다르다고 주장한다.

## 같이 보기
- DNS over TLS
- DNSCrypt
- DNSCurve